# Eristik
Eristik (abgeleitet von altgriechisch ἐριστικὴ (τέχνη) eristiké (téchne) zu ἐριστικός eristikós „streitsüchtig“ und τέχνη téchne „Kunst“) wird heute als eine Lehre vom Streitgespräch und die Kunst der Widerlegung in einer Diskussion oder Debatte verstanden. Der Begriff findet sich in der Neuzeit erstmals bei Arthur Schopenhauer in seinem postum veröffentlichten Werk „Eristische Dialektik“. Schopenhauer stellt sie in einen Zusammenhang mit Dialektik und Rhetorik einerseits sowie Analytik (Logik) und Philosophie andererseits und führt diesen insgesamt auf Aristoteles zurück.

## Antike
Den Ursprung der Eristik bildet die von den Sophisten entwickelte Dialogtechnik, mit der  – beispielsweise in gerichtlichen Auseinandersetzungen – alles bewiesen oder auch alles widerlegt werden konnte. Die sokratische Dialektik bediente sich bei der Erkenntnisssuche eines Zyklus vom Aufstellen einer Hypothese, ihrer kritischen Untersuchung und Widerlegung, bis hin zur Abwandlung der ursprünglichen Hypothese.
Der Sophist Protagoras rühmte sich, dass er mit rhetorischen Mitteln ein schlechteres Argument als besser erscheinen lassen könne, und Plato bezeichnete diese unlautere Methode als Eristik (Sophist 231E), von gr. ἔρις "Streit". In Euthydemos macht er sich über sie lustig. Isokrates entwertete die sokratische Dialektik pauschal als Eristik (Gegen die Sophisten 1, Antidosis 26). Aristoteles unterschied in seinen Sophistischen Widerlegungen die bloße Eristik von der Dialektik, welche er für minderwertig hält, weil sie von Voraussetzungen ausgehe, die beide Streitparteien als gegeben ansehen, anstatt von solchen, die bewiesen werden können.
Die Megariker, die Anhänger des Sokrates-Schülers Euklid von Megara, wurden auch als Eristiker bezeichnet. Von ihnen stammen die frühesten Untersuchungen zur formalen Logik.

## Neuzeit
1864 wurde posthum die Eristische Dialektik von Arthur Schopenhauer veröffentlicht. Die Arbeit mit dem Untertitel Die Kunst, Recht zu behalten enthält 38 rhetorische Strategeme. 
Das Werk hat einen ironischen Unterton: Es will die nötigen Fähigkeiten vermitteln, um in einer Diskussion in jedem Fall als Sieger hervorzugehen, unabhängig von der Frage, ob die eigene Position der Wahrheit entspricht, und ohne Rücksicht auf Folgerichtigkeit oder Fairness dem Gegner gegenüber. Schopenhauer vergleicht das Streitgespräch mit einem Fechtkampf, in dem es darum geht, mit den erlernten Fähigkeiten den Gegner zu besiegen, und nicht darum, sich friedlich zu einigen oder zumindest Fakten herauszuarbeiten. Die ganze Konzeption kann zwar als Kritik Schopenhauers am Diskussionsstil seiner akademischen Zeitgenossen verstanden werden, die sich dieser Mittel schon bedienen, so dass es aus Selbstschutz nötig ist, ebenfalls zu diesen zu greifen.
Eristische Techniken, aufbauend auf Schopenhauer, sind auch heute noch Gegenstand wissenschaftlicher Untersuchungen, bekanntestes Beispiel ist der Gish-Galopp, der erst 2004 durch Eugenie C. Scott systematisiert wurde.